# Winterscheid
Winterscheid is een plaats in de Duitse deelstaat Rijnland-Palts, en maakt deel uit van de Eifelkreis Bitburg-Prüm.
Winterscheid telt 148 inwoners.

## Bestuur
De plaats is een Ortsgemeinde en maakt deel uit van de Verbandsgemeinde Prüm.
Verbandsvrije stad:  Bitburg